# Tampa Bay Times
Il Tampa Bay Times, fino al 2011 denominato St. Petersburg Times, è un quotidiano statunitense pubblicato a Saint Petersburg (Florida). Ha vinto dodici premi Pulitzer dal 1964 e nel 2009 ne ha vinti due in un solo anno, uno dei quali per il progetto PolitiFact. È pubblicato dalla Times Publishing Company, di proprietà del Poynter Institute for Media Studies, una scuola di giornalismo senza scopo di lucro direttamente adiacente al campus dell'University of South Florida St. Petersburg. Molti numeri sono disponibili tramite Google News Archive. Una versione elettronica del quotidiano è disponibile anche per Amazon Kindle e iPad.

## Storia
Il giornale fa risalire le sue origini al West Hillsborough Times, un settimanale fondato a Dunedin, in Florida, sulla penisola di Pinellas nel 1884. All'epoca non esistevano né Saint Petersburg né la Contea di Pinellas; la penisola faceva parte della contea di Hillsborough. Il periodico era stampato settimanalmente nel retro di una farmacia e aveva una tiratura di 480 copie. Successivamente ha cambiato di proprietà sei volte in diciassette anni. Nel dicembre 1884 fu acquistato da A. C. Turner, che lo trasferì a Clear Water Harbor (moderna Clearwater, Florida). Nel 1892 si trasferì a Saint Petersburg, e nel 1898 fu ufficialmente ribattezzato St. Petersburg Times.
Il Times divenne bisettimanale nel 1907 e iniziò la pubblicazione sei giorni alla settimana nel 1912. Paul Poynter, originario dell'Indiana, acquistò il giornale nel settembre 1912; il figlio di Paul, Nelson Poynter, divenne editore nel 1939 e prese il controllo della maggioranza del giornale nel 1947, e iniziò a migliorare le finanze e il prestigio del giornale. Nelson Poynter controllò il giornale fino alla sua morte nel 1978, quando cedette la maggior parte delle azioni all'istituto non profit Poynter. Poynter è stato sostituito come editore da Eugene Patterson (1978-1988) Andrew Barnes (1988-2004), Paul Tash (2004-2004) 2010; presidente della Times Publishing Company dal 2004 e del Poynter Institute dal 2007) Neil Brown (2010–2017), e Mark Katches (2018-oggi).
Il 1º gennaio 2012, il St. Petersburg Times è stato ribattezzato Tampa Bay Times; ciò derivava da una decisione del 2006 di una causa legale con Media General, all'epoca gli editori del quotidiano concorrente del Times, The Tampa Tribune, che consentiva a quel giornale di mantenere il suo diritto esclusivo di utilizzare il nome del suo defunto giornale gemello, The Tampa Times, per cinque anni dopo la decisione.
Il 3 maggio 2016, il Times ha acquisito il suo concorrente di lunga data The Tampa Tribune, e quest'ultima ha immediatamente cessato la pubblicazione.

## PolitiFact.com
Il giornale ha creato PolitiFact.com, un progetto in cui i suoi giornalisti ed editorialisti "effettuano il fact-checking sulle dichiarazioni dei membri del Congresso, della Casa Bianca, dei lobbisti e di gruppi di interesse". Il sito pubblica le dichiarazioni originali e il sito web assegna a ciascuno una valutazione "Truth-O-Meter" ("veritometro"), con valutazioni che vanno da "Vero" per affermazioni completamente vere a "Pants on Fire" (espressione creata dal modo di dire "Liar, liar, pants on fire" - "Bugiardo, bugiardo, pantaloni in fiamme") per dichiarazioni false. PolitiFact.com ha ricevuto il Premio Pulitzer per il National Reporting nel 2009 per "la sua iniziativa di verifica dei fatti durante la campagna presidenziale del 2008 che ha utilizzato giornalisti indagatori e il potere del World Wide Web per esaminare più di 750 affermazioni politiche, separando la retorica dalla verità per illuminare gli elettori". Il Times ha venduto PolitiFact.com alla sua società madre, il Poynter Institute, nel 2018.